# Циклотрон Радиевого института
Циклотрон Радиевого института стал первым циклотроном в Европе. Циклотрон был построен в 1937 году в Радиевом институте и активно использовался для научных исследований вплоть до 1950-х годов. Его диаметр составляет 1 метр, на момент начала строительства он был в четыре раза больше существующего образца (циклотрон Лоуренса).
Первая идея ускорителя заряженных частиц была выдвинута в 1922 году Л. В. Мысовским, который при организации Радиевого института занял должность заведующего физическим отделом. Эту идею поддержали руководители института, в том числе А. Ф. Иоффе, П. Л. Капица выступал в роли консультанта проекта.
В 1932 году, Л. В. Мысовский совместно с Г. А. Гамовым (в дальнейшем эмигрировавший в США) изучили идею циклотрона, диаметром 25 сантиметров, реализованную американскими физиками Э. Лоуренсом и С. Ливингстоном. Было предложено реализовать эту идею в рамках Радиевого института, построив однометровый циклотрон. Проект установки был разработан в 1932 году, и в том же году был представлен к рассмотрению Учёным советом Радиевого института в Ленинграде. После утверждения проекта нового прибора началось его сооружение.
Сооружение установки проходило под руководством и при непосредственном участии сотрудников физического отдела Радиевого института, руководимого В. Г. Хлопиным — Г. А. Гамова, И. В. Курчатова и Л. В. Мысовского. Для создания установки потребовался ряд технических решений, с 1933 года Лев Владимирович сам возглавил проект, вместе со своими ассистентами В. Н. Рукавишниковым, А. И. Алихановым и другими на заводах размещает заказы на части установки и отслеживает их изготовление и испытание.
Пуск установки состоялся в 1937 году, проектные значения энергии и интенсивности пучка (4 МэВ, 40 мкА) были достигнуты перед самой войной.
Важность строительства и эксплуатации циклотрона подчёркивал коллектив учёных, обратившийся 5 марта 1938 года к председателю СНК СССР В. М. Молотову в «Письме сотрудников ЛФТИ НКМ СССР председателю СНК СССР В. М. Молотову об экспериментальной базе ядерных исследований».
После запуска установки на ней проводились научные исследования. В 1945 году на установке был получен первый советский препарат плутония в импульсных количествах.
За время строительства и приведения в действие этого циклотрона был накоплен бесценный опыт, использованный после войны при строительстве синхроциклотрона диаметром 6 метров в Лаборатории ядерных проблем ОИЯИ (Дубна).